# Enfield (Illinois)
Enfield – wieś w Stanach Zjednoczonych, w stanie Illinois, w hrabstwie White.